# 밀레다임
밀레다임(Milledigm)은 21세기 인류를 주도할 새로운 패러다임을 이르는 말로, 밀레니엄(Millennium)과 사고의 틀을 뜻하는 패러다임(Paradigm)의 합성어이다.
21세기에 들어오면서 패러다임의 변화가 일어나고, 이러한 변화의 요소들은 정치, 경제, 사회, 문화, 환경 등 모든 분야에 영향을 미치게 된다. 밀레다임의 예로 미래학자들은 디지털혁명과 정보화사회, 가상공간정보, 첨단과학기술 등을 꼽는다. 또한, 비영리조직이나 여성, 소수민족 등의 소외되었던 조직들의 활동 증가, 개인주의사고의 확산, 윤리와 인간성 회복, 갈등과 대립을 종식하는 정신적 지주의 필요성, 종교 역할의 재정립 등 물질과 정신의 균형을 이루려는 경향도 증가할 것으로 전망한다.